# Me and the Devil Blues
Me and the Devil Blues ist ein Musikstück des US-amerikanischen Delta-Blues-Musikers Robert Johnson, den dieser 1937 bei Vocalion Records aufnahm.
Weitgehende Popularität erreichte der Bluessong jedoch – wie viele Stücke Johnsons – erst 1961, als er auf dem Album King of the Delta Blues Singers erschien.
Das Lied handelt von häuslicher Gewalt und womöglich auch von einem Teufelspakt, wenn zu Beginn des Stückes offenbar der Teufel aufkreuzt und das lyrische Ich ihn darauf hinweist, dass es offenbar Zeit ist zu gehen.
Der Song wurde von zahlreichen Bluesmusikern wie auch von Vertretern anderer Genres gecovert, unter ihnen Eric Clapton, den Cowboy Junkies, Gil Scott-Heron und The Doors.